# Saison 2016-2017 du Club athlétique Brive Corrèze Limousin
Cette page présente la saison 2016-2017 du Club athlétique Brive Corrèze Limousin en Top 14 et en challenge européen.

## La saison

### Pré-saison
Le CA Brive retrouve le chemin de l'entraînement le 4 juillet 2016, après seulement quatre semaines de trêve d'intersaison. Le stage annuel de reprise au Centre d'entraînement sportif national des 1 000 Sources de Bugeat durera quatre jours, jusqu'au 8 juillet. Durant leur séjour en Haute-Corrèze, les Cabistes assistent à la cinquième étape du Tour de France 2016, entre Limoges et Le Lioran, qui emprunte les routes du plateau de Millevaches. Le retour sur les terrains se matérialise par deux matches amicaux: un déplacement sur la pelouse du Stade rochelais le 5 août, puis une opposition avec le SC Albi, pensionnaire de Pro D2, le 12 août. Un deuxième stage de pré-saison est concocté pour les Cabistes, il a lieu début août et se déroule sur l'île de Ré, en préalable du match contre les Rochelais. Le premier match se solde par une défaite 12-5, où le staff corrézien enregistre un premier gros dur, avec la blessure du centre Benjamin Petre aux ligaments croisés. Le 12 août, face aux Tarnais du SC Albi, Brive s'impose 35-7 sur la pelouse du stade de Biars-sur-Cère, où Galala, inévitable, signe un doublé. Le même jour, le club dévoile ses objectifs pour la saison à venir, à savoir rester dans les dix premiers du classement, tout en révélant de jeunes talents, ainsi qu'un jeu de maillots avec notamment un maillot collector pour célébrer les 20 ans de la victoire en Coupe d'Europe. Juste avant la reprise du Championnat, Brive déniche un joker médical pour pallier l'absence de Benjamin Petre : il s'agit de Romain Cabannes.

### Récit de la saison sportive

#### Août 2016
Le Top 14 démarre le 20 août par un déplacement chez le Lyon OU, Champion de France de Pro D2 et promu dans l'élite nationale.
Après avoir mené 9-0 grâce à la botte de Gaëtan Germain, les Corréziens se retrouvent menés au score, par la nouvelle recrue des Rhodaniens, le botteur Frédéric Michalak. Finalement le CAB arrache le match nul en fin de partie sur un cinquième but de son arrière.
Pour la 2e journée, Le CAB reçoit le Stade français, au Stade Amédée-Domenech, avec un mercure affichant 36 degrés. À la 26e minute, le briviste Gaëtan Germain marque un essai mais Sergio Parisse réplique immédiatement pour les Parisiens. À la mi-temps, les Brivistes mènent 16-13. Tandis que Jules Plisson rate quatre pénalités, le CA Brive prend quatre cartons jaunes. Hugo Bonneval inscrit le deuxième essai du Stade Français, mais Thomas Laranjeira sera le héros du jour pour les Blanc et Noir en passant un drop permettant aux Coujoux de finir vainqueur par 28 à 20 de se classer à la sixième place. Néanmoins, l'infirmerie se remplie avec la blessure de Peet Marais aux ligaments croisés.

#### Septembre 2016
Le 3 septembre, pour la 3e journée les Corréziens vont signer un exploit en allant gagner au Stade Mayol face au RCT. Les hommes de Godignon profitent des erreurs varoises durant la seconde mi-temps, malgré le sans faute de Leigh Halfpenny. Ce succès historique, 25 à 21, sur la célèbre rade (le précédent remontait à mai 2006) permet au CAB de s'emparer du fauteuil de leader.
Cette performance est cependant suivie par un désastre sur le terrain du FC Grenoble. Dépassée dans l'envie par les joueurs locaux, l'équipe est menée 20-13 juste avant la mi-temps, quand une bagarre générale éclate. L'arbitre Sébastien Minéry expulse deux Grenoblois ainsi que Damien Jourdain. La médiocrité de la prestation cabiste permet aux Isérois de gagner le match 36-23, malgré leur infériorité numérique. C'est la première victoire du FCG de la saison.
Pour la 5e journée, c'est en leader que le Stade rochelais, se rend au Stadium. Face aux joueurs de Charente-Maritime, le CAB est à nouveau en souffrance mais gagne à l'arraché 29-28. Mené 22-10 avant la pause après avoir concédé trois essais, les Cabistes réagiront, au retour des vestiaires, avec un essai de Arnaud Mignardi, une mêlée performante puis un duel entre Gaëtan Germain et Brock James, qui tournera en faveur du premier.
La semaine suivante, le club engage l'ailier International Américain Takudzwa Ngwenya comme joker médical d'Alfi Mafi.
Le 25 septembre, à l'Altrad Stadium, les Cabistes sont dominés 42-13 par un ambitieux et solide quinze Montpelliérain qui ne leur laisse que des miettes. Avec deux nouvelles exclusions temporaires dans l'Hérault, les Corréziens ont désormais récolté douze cartons jaunes en six journées.

#### Octobre 2016
Le mois d'octobre débute avec la réception du champion de France en titre, le Racing 92, qui n'a encore rien gagné hors de son stade depuis le début de saison. Les joueurs locaux vont produire une prestation pleine de maîtrise et gagner 25-16. Solides en conquête, fidèles à leur jeu tout en puissance illustré par un nouvel essai en force de Sisa Koyamaibole, et un Gaëtan Germain des grands soirs face aux perches, les Brivétullois prolongent ainsi la disette Francilienne.
Pour la 8e journée, le 8 octobre, les Blanc et Noir se déplacent sur le terrain de l'Union Bordeaux Bègles, ou le CAB fait oublier ses récents déboires à l'extérieur, tout en concédant un nouveau revers (27-25), mais en obtenant son premier bonus de la saison, grâce à un essai de Koyamaibole.
Au terme de cette journée, les Corréziens occupent la septième place avec 19 points, avant d'engager le début du Challenge européen 2016-2017.
Chez les Gallois de Newport, les Corréziens ne tiennent qu'une mi-temps avant d'être balayés 37-16.
Cet échec est suivi d'une parfaite réaction la semaine suivante, chez les Anglais de Worcester ou le CABCL s'impose 25-24 sur la pelouse du Sixways Stadium, avec 3 essais de Ngwenya (son premier sous le maillot briviste), Saïd Hireche et Thomas Acquier.
Pour la reprise du Top 14, la venue de l'ASM Clermont Auvergne, vire au cauchemar pour les fidèles du Stadium. Les Auvergnats surclassent le CAB dans tous les domaines et gagnent avec le bonus 40-16. Seul Lucas Pointud sauve l'honneur.

#### Novembre 2016
Dans la foulée de sa déculottée du derby, Brive est opposé pour la 10e journée aux Basques de l'Aviron bayonnais, auteurs d'une remontée directe en Top 14 (comme les Cabistes en 2013). Les Blanc et Noir vont gagner 26-9, grâce à Guillaume Namy, Sisa Koyamaibole et Gaëtan Germain, qui avec seize nouveaux points, franchit la barre symbolique des 1 000 points inscrits sur coup de pied avec le CA Brive.
En marge, le club procède à un changement dans son organigramme : après sept ans de présidence, Jean-Jacques Bertrand laisse son fauteuil, à Simon Gillham. Il demeure, néanmoins, au Conseil d'Administration en tant que vice-président.
Les hommes de Nicolas Godignon vont ensuite rencontrer le Castres olympique, contre lequel ils s'inclinent logiquement et sans bonus 32-13.
Neuvième au classement, le CABCL précède de dix points le premier relégable, Grenoble, avant de recevoir la Section paloise le 19 novembre. Les Cabistes inscrivent quatre essais, mais les Béarnais leur en rendent trois. Le premier bonus offensif de la saison s'envole en fin de rencontre. Brive assure néanmoins l'essentiel sur le score de 38 à 25.

#### Décembre 2016
Le 4 décembre pour la dernière rencontre de la phase aller, le CA Brive se rend au Stade Ernest-Wallon pour y rencontrer les Toulousains et reviennent de la Ville Rose avec une défaite de 30 à 12.
La parenthèse européenne reprend par deux rencontres contre les Russes d'Enisey, à l'extérieur puis à domicile. Lors du déplacement à Sotchi, Germain et Waqaniburotu apparaissent sur une feuille de match en compétition européenne pour la première fois depuis leurs arrivées en Corrèze. Le buteur briviste est désigné homme du match, lors duquel Brive corrige les locaux (43-8), un an après son amère défaite de 2015.
Le match retour est une formalité pour des Corréziens qui respectent de bout en bout leur adversaire et s'imposent avec le bonus (38-18), ce qui consolide leur place de leader de la poule 3.
Lors de la 14e journée de Top 14, les Corréziens dominent le Lyon OU sur le score de 22-6.
Le 31 décembre, ils sont battus à Jean-Bouin, 12-10, sur une pénalité de Morné Steyn qui offre la victoire aux Parisiens dans les arrêts de jeu. C'est le second bonus glané par Brive, qui est onzième avec quatorze points d'avance sur la zone de relégation.
Après ce match, Gaëtan Germain est désormais le deuxième meilleur réalisateur du club en Championnat avec 1 060 points buteur.

#### Janvier 2017
Le 2 janvier, le club annonce la nomination de Jean-Luc Joinel comme conseiller du Président. 
Le 7 janvier, pour la 16e journée du Top 14, le CAB reçoit le FC Grenoble. Bien qu'avant-dernier du championnat, le FCG passe tout près d'un succès capital au Stadium, ne perdant que 22 à 23. Les cabistes à la peine offensivement et défensivement, concèdent trois essais aux Isérois et ne peuvent en rendre qu'un seul. 
Viennent ensuite les deux dernières rencontres de poule du Challenge européen, poule dans laquelle les Corréziens occupent la première place. 
Le 14 janvier Brive est à nouveau très médiocre, face à une équipe anglaise des Worcester Warriors remaniée. Sans avoir mené au score de toute la partie, Gaëtan Germain passe la pénalité de la victoire permettant au CAB de s'imposer sur le fil 17-14. Hasard du calendrier, le pilier international écossais Ryan Grant, initialement choisi par le club comme joker médical de Lucas Pointud, décide finalement de rejoindre Worcester la veille de la venue des Anglais en Corrèze. Le 21 janvier la qualification est assurée définitivement, face aux Gallois des Dragons (36-19). Pour ce quart de finale, le CAB se déplacera à Bath comme en 2014. 
Le 29 janvier, Brive retrouve le Top 14 avec un déplacement contre la lanterne rouge, Aviron bayonnais. Dépassés dans l'engagement et la discipline et avec une faiblesse dans l'animation offensive les Coujoux sont défaits, sans gloire, 33-23. Seul Takudzwa Ngwenya sauve l'honneur des trois-quarts brivétullois, en aplatissant son sixième essai de la saison.

#### Février 2017
Le troisième ligne formé au club Fabien Sanconnie fait partie du groupe retenu pour la préparation du Tournoi des Six Nations, en compagnie de Julien Le Devedec. 
Le 18 février pour la seule rencontre de Top 14, sur les terres du Racing 92, champion en titre, les Brivistes sont battus à Colombes (33-25) malgré un bon match. Ils restent dixièmes, avec un pécule de treize points par rapport à la zone rouge, et avant un mois de mars compliqué ou le CAB rencontrera plusieurs ténors.

#### Mars 2017
En mars, Brive reçoit successivement le RC Toulon et le Stade toulousain. 
Face aux Varois, le CAB maîtrise parfaitement son sujet sur une pelouse du Stadium détrempée. Malgré la sortie de Germain en première mi-temps, l'équipe s'impose 15-5 grâce à Thomas Laranjeira, bon suppléant de l'arrière dans l'exercice des tirs au but. Le métronome du CAB retrouve sa place la semaine suivante face aux Toulousains, et il inscrit tous les points de la victoire des siens (21-19), qui dépassent ainsi les hommes de Mola au classement. Le jour même, Fabien Sanconnie, héros du match contre Toulon, honore sa première sélection en Italie. Il prolongera son contrat au club quelques jours plus tard. 
Lors de la 21e journée, les Blanc et Noir vont défier un Stade rochelais leader impressionnant du Championnat. Les joueurs de Patrice Collazo honorent parfaitement leur rang avec une victoire bonifiée 36-17, dans un match où les Corréziens livrent malgré tout une prestation honorable, hormis un carton rouge récolté par le pilier Toetu. Enfin, le 26 mars, Brive reçoit Montpellier autre équipe du haut de classement. Le scénario de la rencontre est le même que lors de la réception de Grenoble en janvier ; les visiteurs inscrivent trois essais et détiennent virtuellement un bonus offensif. Mais dans les arrêts de jeu, Galala parvient à marquer l'essai de la victoire finale pour Brive (28-25).

#### Avril 2017
Le 1er avril, pour les quarts de finale du Challenge européen, les Corréziens se déplacent chez les Anglais de Bath. Les Blanc et Noir subissent, comme trois ans plus tôt, la loi du cinquième du championnat anglais et sont éliminés sur le score de 34 à 20. Lors de cette rencontre, Fabien Sanconnie réalise une nouvelle prestation de haut vol et inscrit un doublé.
Le 8 avril, pour la 23e journée du Top 14, c'est le derby retour au Stade Michelin durant lequel le CAB signe un authentique exploit en s'imposant 26-21. Les Coujoux réalisent le match parfait grâce à un essai de Hauman dès l'entame, un second du revenant Benjamin Petre, et surtout deux nouveaux essais inscrits en infériorité numérique. Alors menés 26-14, Brive est détenteur du bonus offensif et les Asémistes sont plongés dans le doute. Morgan Parra relancera la machine à trois minutes du terme, mais les Corréziens tiendront pour décrocher leur premier succès dans le Puy-de-Dôme depuis 14 ans. Cette performance éclatante est cependant suivie d'un couac une semaine plus tard lors de la réception de l'Union Bordeaux Bègles. Mené 17-6 à la pause par les partenaires de Baptiste Serin, Brive remonte une partie de son handicap mais échoue finalement 22-19. L'avant-dernière journée du Championnat conduit les Brivistes au Stade du Hameau. Ils y sont battus 32-27, ce qui enterre définitivement leurs espoirs de qualification. Dans cette rencontre, Benjamin Lapeyre signe un doublé, portant à sept son compteur d'essais durant cette saison. Le CAB perd Fabien Sanconnie sur blessure, ainsi que Benjamin Petre, qui se blesse à nouveau, quelques semaines après son retour sur les terrains.

#### Mai 2017
Le CAB termine sa saison en recevant le Castres olympique au Stade Amédée-Domenech. Cette dernière journée est l'occasion pour Guillaume Ribes, Arnaud Méla ainsi que Jean-Baptiste Péjoine d'effectuer leurs adieux aux terrains de rugby. Adieux qui seront parfaitement réussis avec une victoire 33-27. Le talonneur en est l'un des grands artisans, avec un doublé. Il est porté en triomphe lors de sa sortie par ses piliers Asieshvili et Jourdain. Le capitaine Méla et Péjoine sortent plus tard sous la même ovation. Le demi de mêlée jouait là son 294e match de Championnat en seize saisons cabistes. Brive finit huitième de ce Top 14 2016-2017, avec 58 points et treize victoires. Gaëtan Germain est pour la troisième fois meilleur réalisateur avec 324 points, son meilleur total en quatre saisons brivistes.

#### Championnat de France Espoirs
Après avoir terminé 4e de la poule 2 lors de la première phase du championnat de France espoirs, le CAB se retrouve dans la poule Play Down pour la seconde phase du championnat, qu'il termine à la seconde place avec 58 points.
Qualifié pour les demi-finales Play Down ou il élimine l'AS Béziers 38-24. et se qualifie pour la finale contre le Biarritz olympique.
La finale qui a lieu au stade Lachaze à Ambares-et-Lagrave, sous une chaleur caniculaire. Après avoir marqué un essai et avoir mené 13 à 6, les joueurs du BO reviennent à égalité 13-13 à la mi-temps. La seconde mi-temps fut tout aussi éprouvante tant par la chaleur que par la course poursuite du score. 2 pénalités donnent l'avantage au BO (19-13) avant que le CA Brive ne vienne marquer 3 essais (32-19). Malgré un retour en force du BO qui revient à 32-29, à 3 minutes de la fin, le CA Brive résiste et remporte la finale.
- Biarritz olympique[30] (Pro D2) - CA Brive[31] (Top 14) : 29-32[32]

## Joueurs et encadrement

### Dirigeants
- Jean-Jacques Bertrand, président, puis  Simon Gillham, à partir du 5 novembre 2016
- Simon Gillham, puis  Jean-Jacques Bertrand,  Olivier Rudaux et  Christian Terrassoux, vice-présidents
- Jean-Pierre Bourliataud, Directeur Général

### Staff technique
- Nicolas Godignon, entraineur en chef
- Didier Casadeï, entraîneur des avants
- Philippe Carbonneau, entraîneur des arrières

### Effectif 2016-2017
| Nom                    | Poste            | Naissance         | Nationalité sportive | International | Dernier club          | Arrivée au club (année) |
| ---------------------- | ---------------- | ----------------- | -------------------- | ------------- | --------------------- | ----------------------- |
| Louis Acosta           | Talonneur        | 25 mai 1991       | France               | -             | US Colomiers          | 2016                    |
| Thomas Acquier         | Talonneur        | 21 novembre 1989  | France               | -             | US Carcassonne        | 2014                    |
| François Da Ros        | Talonneur        | 29 septembre 1983 | France               | -             | Aviron bayonnais      | 2012                    |
| Louis Martin           | Talonneur        | 26 février 1996   | France               | -             | Formé au club         | 2016                    |
| Guillaume Ribes        | Talonneur        | 18 novembre 1984  | France               | -             | RC Toulon             | 2009                    |
| Karlen Asieshvili      | Pilier           | 21 avril 1987     | Géorgie              |               | Stade Aurillacois     | 2013                    |
| Soso Bekoshvili        | Pilier           | 11 mars 1993      | Géorgie              |               | SO Chambéry           | 2016                    |
| Kevin Buys             | Pilier           | 26 avril 1986     | Afrique du Sud       | -             | Southern Kings        | 2013                    |
| Vivien Devisme         | Pilier           | 23 mars 1992      | France               | -             | Soyaux Angoulême      | 2016                    |
| Damien Jourdain        | Pilier           | 7 octobre 1986    | France               | -             | US Bressane           | 2014                    |
| Damien Lavergne        | Pilier           | 15 décembre 1991  | France               | -             | Formé au club         | 2012                    |
| Lucas Pointud          | Pilier           | 18 janvier 1988   | France               |               | Aviron bayonnais      | 2015                    |
| Patrick Toetu          | Pilier           | 14 mars 1984      | Nouvelle-Zélande     | -             | Union Bordeaux Bègles | 2016                    |
| Julien Le Devedec      | Deuxième ligne   | 4 juin 1986       | France               |               | Union Bordeaux Bègles | 2016                    |
| Peet Marais            | Deuxième ligne   | 31 octobre 1990   | Afrique du Sud       | -             | Natal Sharks          | 2014                    |
| Arnaud Méla            | Deuxième ligne   | 19 janvier 1980   | France               |               | SC Albi               | 2008                    |
| Johan Snyman           | Deuxième ligne   | 9 juillet 1986    | Afrique du Sud       | -             | Llanelli Scarlets     | 2015                    |
| Wilhelm Steenkamp      | Deuxième ligne   | 7 février 1985    | Afrique du Sud       | -             | Western Force         | 2015                    |
| Jan Uys                | Deuxième ligne   | 3 janvier 1994    | Afrique du Sud       | -             | Section paloise       | 2016                    |
| Petrus Hauman          | Troisième ligne  | 7 mai 1987        | Afrique du Sud       | -             | Stade Aurillacois     | 2011                    |
| Saïd Hireche           | Troisième ligne  | 27 mai 1985       | Algérie France       |               | Stade Aurillacois     | 2012                    |
| Sisa Koyamaibole       | Troisième ligne  | 6 mars 1980       | Fidji                |               | UA Libourne           | 2013                    |
| Poutasi Luafutu        | Troisième ligne  | 2 décembre 1987   | Australie            | -             | Union Bordeaux Bègles | 2014                    |
| Peniami Narisia        | Troisième ligne  | 10 juin 1997      | France               | -             | Formé au club         | 2015                    |
| Fabien Sanconnie       | Troisième ligne  | 21 février 1995   | France               |               | Formé au club         | 2014                    |
| Giorgi Tsutskiridze    | Troisième ligne  | 26 novembre 1996  | Géorgie              | -             | Formé au club         | 2016                    |
| Dominiko Waqaniburotu  | Troisième ligne  | 20 avril 1986     | Fidji                |               | Waikato Chiefs        | 2012                    |
| William Whetton        | Troisième ligne  | 6 octobre 1989    | Nouvelle-Zélande     | -             | Castres olympique     | 2015                    |
| Nicolas Bézy           | Demi de mêlée    | 26 septembre 1989 | France               | -             | FC Grenoble           | 2014                    |
| David Delarue          | Demi de mêlée    | 27 octobre 1996   | France               | -             | Formé au club         | 2015                    |
| Teddy Iribaren         | Demi de mêlée    | 25 septembre 1990 | France               | -             | Montpellier HR        | 2015                    |
| Vasil Lobzhanidze      | Demi de mêlée    | 14 octobre 1996   | Géorgie              |               | RC Armazi             | 2016                    |
| Jean-Baptiste Péjoine  | Demi de mêlée    | 17 juillet 1980   | France               | -             | Stade bordelais       | 2001                    |
| Thomas Laranjeira      | Demi d'ouverture | 5 mai 1992        | France               | -             | Formé au club         | 2012                    |
| Matthieu Ugalde        | Demi d'ouverture | 10 juin 1992      | France               | -             | Aviron bayonnais      | 2015                    |
| Seremaia Burotu        | 3/4 centre       | 19 juillet 1987   | Fidji                | -             | Biarritz olympique    | 2016                    |
| Romain Cabannes        | 3/4 centre       | 2 décembre 1984   | France               | -             | Castres olympique     | 2016                    |
| Arnaud Mignardi        | 3/4 centre       | 1er novembre 1986 | France               |               | Biarritz olympique    | 2011                    |
| Benjamin Petre         | 3/4 centre       | 4 janvier 1990    | France               | -             | SU Agen               | 2015                    |
| Chris Tuatara-Morrison | 3/4 centre       | 11 septembre 1986 | Australie            | -             | Castres olympique     | 2014                    |
| Malakai Bakaniceva     | 3/4 aile         | 6 mai 1985        | Fidji                |               | Tarbes Pyrénées rugby | 2012                    |
| Sevanaia Galala        | 3/4 aile         | 29 janvier 1993   | Fidji                | -             | Formé au club         | 2011                    |
| Alfie Mafi             | 3/4 aile         | 8 juin 1988       | Tonga Australie      | -             | Western Force         | 2013                    |
| Benito Masilevu        | 3/4 aile         | 7 octobre 1989    | Fidji                |               | ?                     | 2014                    |
| Guillaume Namy         | 3/4 aile         | 3 avril 1989      | France               | -             | Formé au club         | 2008                    |
| Takudzwa Ngwenya       | 3/4 aile         | 22 juillet 1985   | États-Unis           | -             | Breakers de San Diego | 2016                    |
| Gaëtan Germain         | Arrière          | 2 juillet 1990    | France               | -             | Racing Metro 92       | 2013                    |
| Benjamin Lapeyre       | Arrière          | 24 septembre 1986 | France               | -             | Stade rochelais       | 2016                    |

## Calendrier et résultats
| Date du match     | Domicile               | Extérieur              | Score | Lieu du match               | Catégorie                           | Classement | Diffuseur     |
| ----------------- | ---------------------- | ---------------------- | ----- | --------------------------- | ----------------------------------- | ---------- | ------------- |
| 5 août 2016       | Stade rochelais        | CA Brive               | 12-5  | Stade Marcel-Deflandre      | Amical                              | -          | -             |
| 12 août 2016      | CA Brive               | SC Albi                | 35-7  | Biars-sur-Cère              | Amical                              | -          | -             |
| 20 août 2016      | Lyon OU                | CA Brive               | 15-15 | Matmut Stadium              | 1re journée de Top 14               | 8          | Canal+        |
| 27 août 2016      | CA Brive               | Stade français         | 28-20 | Stade Amédée Domenech       | 2e journée de Top 14                | 6          | Rugby+        |
| 3 septembre 2016  | RC Toulon              | CA Brive               | 21-25 | Stade Mayol                 | 3e journée de Top 14                | 1          | Canal + Sport |
| 11 septembre 2016 | FC Grenoble            | CA Brive               | 36-23 | Stade des Alpes             | 4e journée de Top 14                | 6          | Canal + Sport |
| 17 septembre 2016 | CA Brive               | Stade rochelais        | 29-28 | Stade Amédée Domenech       | 5e journée de Top 14                | 4          | Rugby+        |
| 25 septembre 2016 | Montpellier HR         | CA Brive               | 42-13 | Altrad Stadium              | 6e journée de Top 14                | 9          | Canal + Sport |
| 1er octobre 2016  | CA Brive               | Racing 92              | 25-16 | Stade Amédée Domenech       | 7e journée de Top 14                | 7          | Canal + Sport |
| 8 octobre 2016    | Union Bordeaux Bègles  | CA Brive               | 27-25 | Stade Jacques-Chaban-Delmas | 8e journée de Top 14                | 7          | Rugby+        |
| 14 octobre 2016   | Newport                | CA Brive               | 37-16 | Rodney Parade               | 1re journée du Challenge européen   | 4          | -             |
| 22 octobre 2016   | Worcester Warriors     | CA Brive               | 24-25 | Sixways Stadium             | 2e journée du Challenge européen    | 3          | -             |
| 30 octobre 2016   | CA Brive               | ASM Clermont Auvergne  | 16-40 | Stade Amédée Domenech       | 9e journée de Top 14                | 10         | Canal+        |
| 5 novembre 2016   | CA Brive               | Aviron bayonnais       | 26-9  | Stade Amédée Domenech       | 10e journée de Top 14               | 8          | Rugby+        |
| 12 novembre 2016  | Castres olympique      | CA Brive               | 32-13 | Stade Pierre-Antoine        | 11e journée de Top 14               | 9          | Rugby+        |
| 19 novembre 2016  | CA Brive               | Section paloise        | 38-25 | Stade Amédée Domenech       | 12e journée de Top 14               | 9          | Rugby+        |
| 4 décembre 2016   | Stade toulousain       | CA Brive               | 30-12 | Stade Ernest-Wallon         | 13e journée de Top 14               | 10         | Canal + Sport |
| 10 décembre 2016  | Enisey-STM Krasnoïarsk | CA Brive               | 8-43  | Yug Stadium                 | 3e journée du Challenge européen    | 1          | -             |
| 16 décembre 2016  | CA Brive               | Enisey-STM Krasnoïarsk | 38-18 | Stade Amédée Domenech       | 4e journée du Challenge européen    | 1          | -             |
| 23 décembre 2016  | CA Brive               | Lyon OU                | 22-6  | Stade Amédée Domenech       | 14e journée de Top 14               | 9          | Canal + Sport |
| 31 décembre 2016  | Stade français         | CA Brive               | 12-10 | Stade Jean-Bouin            | 15e journée de Top 14               | 11         | Canal + Sport |
| 7 janvier 2017    | CA Brive               | FC Grenoble            | 23-22 | Stade Amédée Domenech       | 16e journée de Top 14               | 10         | Canal + Sport |
| 14 janvier 2017   | CA Brive               | Worcester Warriors     | 17-14 | Stade Amédée Domenech       | 5e journée du Challenge européen    | 1          | France 4      |
| 21 janvier 2017   | CA Brive               | Newport                | 36-19 | Stade Amédée Domenech       | 6e journée du Challenge européen    | 1          | -             |
| 29 janvier 2017   | Aviron bayonnais       | CA Brive               | 33-23 | Stade Jean-Dauger           | 17e journée de Top 14               | 10         | Canal+ Sport  |
| 18 février 2017   | Racing 92              | CA Brive               | 33-25 | Stade Yves-du-Manoir        | 18e journée de Top 14               | 10         | Rugby+        |
| 4 mars 2017       | CA Brive               | RC Toulon              | 15-5  | Stade Amédée Domenech       | 19e journée de Top 14               | 9          | Canal+ Sport  |
| 11 mars 2017      | CA Brive               | Stade toulousain       | 21-19 | Stade Amédée Domenech       | 20e journée de Top 14               | 9          | Canal+ Sport  |
| 18 mars 2017      | Stade rochelais        | CA Brive               | 36-17 | Stade Marcel-Deflandre      | 21e journée de Top 14               | 10         | Rugby+        |
| 26 mars 2017      | CA Brive               | Montpellier HR         | 28-25 | Stade Amédée Domenech       | 22e journée de Top 14               | 9          | Canal+        |
| 1er avril 2017    | Bath Rugby             | CA Brive               | 34-20 | The Recreation Ground       | 1/4 de finale du Challenge européen | Éliminé    | BeIN Sports   |
| 8 avril 2017      | ASM Clermont Auvergne  | CA Brive               | 21-26 | Stade Marcel-Michelin       | 23e journée de Top 14               | 8          | Canal+        |
| 15 avril 2017     | CA Brive               | Union Bordeaux Bègles  | 19-22 | Stade Amédée Domenech       | 24e journée de Top 14               | 11         | Rugby+        |
| 29 avril 2017     | Section paloise        | CA Brive               | 32-27 | Stade du Hameau             | 25e journée de Top 14               | 10         | Rugby+        |
| 6 mai 2017        | CA Brive               | Castres olympique      | 33-27 | Stade Amédée Domenech       | 26e journée de Top 14               | 8          | Canal+        |

## Statistiques et classements

### Statistiques collectives

#### Classement Top 14
| Rang | Club                  | J  | V  | N | D  | Bo | Bd | Pm  | Pe  | Diff | Pts |
| ---- | --------------------- | -- | -- | - | -- | -- | -- | --- | --- | ---- | --- |
| 1    | Stade rochelais       | 26 | 17 | 3 | 6  | 6  | 5  | 707 | 498 | +209 | 85  |
| 2    | ASM Clermont          | 26 | 15 | 3 | 8  | 8  | 4  | 800 | 562 | +238 | 78  |
| 3    | Montpellier HR        | 26 | 16 | 0 | 10 | 7  | 5  | 750 | 564 | +186 | 76  |
| 4    | RC Toulon             | 26 | 14 | 2 | 10 | 5  | 4  | 674 | 511 | +163 | 69  |
| 5    | Castres olympique     | 26 | 13 | 1 | 12 | 5  | 4  | 667 | 509 | +158 | 63  |
| 6    | Racing 92 (T)         | 26 | 14 | 1 | 11 | 3  | 1  | 586 | 616 | -30  | 62  |
| 7    | Stade français Paris  | 26 | 12 | 1 | 13 | 5  | 4  | 643 | 638 | +5   | 59  |
| 8    | CA Brive              | 26 | 13 | 1 | 12 | 0  | 4  | 577 | 634 | -57  | 58  |
| 9    | Section paloise       | 26 | 12 | 1 | 13 | 2  | 5  | 604 | 701 | -97  | 57  |
| 10   | Lyon OU (P)           | 26 | 11 | 2 | 13 | 3  | 4  | 573 | 632 | -59  | 55  |
| 11   | Union Bordeaux Bègles | 26 | 11 | 1 | 14 | 2  | 6  | 569 | 581 | -12  | 54  |
| 12   | Stade toulousain      | 26 | 11 | 0 | 15 | 3  | 6  | 537 | 561 | -24  | 53  |
| 13   | FC Grenoble           | 26 | 7  | 1 | 18 | 2  | 6  | 611 | 852 | -241 | 38  |
| 14   | Aviron bayonnais (P)  | 26 | 6  | 3 | 17 | 0  | 0  | 466 | 905 | -439 | 30  |

#### Classement Poule 3 de Challenge européen
| Rang | Club                  | J | V | N | D | Em | Ee | Bo | Bd | Pm  | Pe  | Diff | Pts |
| ---- | --------------------- | - | - | - | - | -- | -- | -- | -- | --- | --- | ---- | --- |
| 1    | CA Brive              | 6 | 5 | 0 | 1 | 21 | 16 | 3  | 0  | 175 | 120 | +55  | 23  |
| 2    | Newport Gwent Dragons | 6 | 3 | 0 | 3 | 19 | 19 | 2  | 0  | 150 | 140 | +10  | 14  |
| 3    | Worcester Warriors    | 6 | 2 | 0 | 4 | 21 | 13 | 2  | 3  | 147 | 117 | +30  | 13  |
| 4    | Enisey-STM            | 6 | 2 | 0 | 4 | 13 | 26 | 1  | 0  | 107 | 202 | -95  | 9   |

### Statistiques individuelles

#### Statistiques par joueur
(Tableau à jour au 10 mai 2017)
| Joueur                 | Poste                           | Top 14 | Top 14 | Top 14 | Top 14 | Top 14 | Top 14 | Top 14 | Top 14 | Top 14 |     | Amlin Cup | Amlin Cup | Amlin Cup | Amlin Cup | Amlin Cup | Amlin Cup | Amlin Cup | Amlin Cup | Amlin Cup |      | Total | Total | Total | Total | Total | Total | Total | Total | Total |
| Joueur                 | Poste                           | TJ     | Tit.   | Rem.   | E      | T      | P      | D      | CJ     | CR     | TJ  | Tit.      | Rem.      | E         | T         | P         | D         | CJ        | CR        | TJ        | Tit. | Rem.  | E     | T     | P     | D     | CJ    | CR    |       |       |
| ---------------------- | ------------------------------- | ------ | ------ | ------ | ------ | ------ | ------ | ------ | ------ | ------ | --- | --------- | --------- | --------- | --------- | --------- | --------- | --------- | --------- | --------- | ---- | ----- | ----- | ----- | ----- | ----- | ----- | ----- | ----- | ----- |
| Louis Acosta           | Talonneur                       | 0      | -      | -      | -      | -      | -      | -      | -      | -      |     | -         | -         | -         | -         | -         | -         | -         | -         | -         |      | 0     | -     | -     | -     | -     | -     | -     | -     | -     |
| Thomas Acquier         | Talonneur                       | 314    | 3      | 7      | -      | -      | -      | -      | 1      | -      | 165 | 2         | 3         | 1         | -         | -         | -         | -         | -         | 479       | 5    | 10    | 1     | -     | -     | -     | 1     | -     |       |       |
| François Da Ros        | Talonneur                       | 1015   | 13     | 10     | -      | -      | -      | -      | 1      | -      | 161 | 1         | 3         | -         | -         | -         | -         | -         | -         | 1176      | 14   | 13    | -     | -     | -     | -     | 1     | -     |       |       |
| Louis Martin           | Talonneur                       | 9      | -      | 1      | -      | -      | -      | -      | -      | -      | -   | -         | -         | -         | -         | -         | -         | -         | -         | 9         | -    | 1     | -     | -     | -     | -     | -     | -     |       |       |
| Guillaume Ribes        | Talonneur                       | 726    | 10     | 8      | 4      | -      | -      | -      | -      | -      | 234 | 4         | 1         | 2         | -         | -         | -         | -         | -         | 960       | 14   | 9     | 6     | -     | -     | -     | -     | -     |       |       |
| Karlen Asieshvili      | Pilier                          | 927    | 12     | 8      | 2      | -      | -      | -      | 1      | -      | 25  | -         | 1         | -         | -         | -         | -         | -         | -         | 952       | 12   | 9     | 2     | -     | -     | -     | 1     | -     |       |       |
| Soso Bekoshvili        | Pilier                          | 407    | 5      | 6      | -      | -      | -      | -      | -      | -      | 307 | 3         | 3         | 2         | -         | -         | -         | -         | -         | 714       | 8    | 9     | 2     | -     | -     | -     | -     | -     |       |       |
| Kevin Buys             | Pilier                          | 406    | 2      | 9      | -      | -      | -      | -      | 2      | -      | 186 | 2         | 3         | -         | -         | -         | -         | -         | -         | 592       | 4    | 12    | -     | -     | -     | -     | 2     | -     |       |       |
| Vivien Devisme         | Pilier                          | 368    | 5      | 6      | -      | -      | -      | -      | 1      | -      | 237 | 4         | 1         | -         | -         | -         | -         | -         | -         | 605       | 9    | 7     | -     | -     | -     | -     | 1     | -     |       |       |
| Damien Jourdain        | Pilier                          | 687    | 10     | 7      | -      | -      | -      | -      | 1      | 1      | 86  | 2         | 1         | -         | -         | -         | -         | -         | -         | 773       | 12   | 8     | -     | -     | -     | -     | 1     | 1     |       |       |
| Damien Lavergne        | Pilier                          | 94     | 1      | 3      | -      | -      | -      | -      | 1      | -      | 245 | 3         | 3         | 1         | -         | -         | -         | -         | -         | 339       | 4    | 6     | 1     | -     | -     | -     | 1     | -     |       |       |
| Lucas Pointud          | Pilier                          | 583    | 8      | 5      | 1      | -      | -      | -      | -      | -      | -   | -         | -         | -         | -         | -         | -         | -         | -         | 583       | 8    | 5     | 1     | -     | -     | -     | -     | -     |       |       |
| Patrick Toetu          | Pilier                          | 645    | 9      | 8      | 2      | -      | -      | -      | 1      | 1      | 34  | -         | 2         | 1         | -         | -         | -         | -         | -         | 679       | 9    | 10    | 3     | -     | -     | -     | 1     | 1     |       |       |
| Julien Le Devedec      | Deuxième ligne                  | 1165   | 17     | 1      | -      | -      | -      | -      | 2      | -      | 63  | -         | 2         | 1         | -         | -         | -         | -         | -         | 1228      | 17   | 3     | 1     | -     | -     | -     | 2     | -     |       |       |
| Peet Marais            | Deuxième ligne                  | 101    | 2      | -      | -      | -      | -      | -      | -      | -      | -   | -         | -         | -         | -         | -         | -         | -         | -         | 101       | 2    | -     | -     | -     | -     | -     | -     | -     |       |       |
| Arnaud Méla            | Deuxième ligne                  | 789    | 10     | 6      | -      | -      | -      | -      | -      | -      | 103 | 2         | 1         | -         | -         | -         | -         | -         | -         | 892       | 12   | 7     | -     | -     | -     | -     | -     | -     |       |       |
| Johan Snyman           | Deuxième ligne                  | 753    | 10     | 2      | -      | -      | -      | -      | -      | -      | 467 | 6         | 1         | 1         | -         | -         | -         | -         | -         | 1220      | 16   | 3     | 1     | -     | -     | -     | -     | -     |       |       |
| Wilhelm Steenkamp      | Deuxième ligne                  | 354    | 2      | 10     | -      | -      | -      | -      | 1      | -      | 186 | 2         | 2         | -         | -         | -         | -         | 1         | -         | 540       | 4    | 12    | -     | -     | -     | -     | 2     | -     |       |       |
| Jan Uys                | Deuxième ligne                  | 599    | 7      | 5      | -      | -      | -      | -      | -      | -      | 229 | 3         | 2         | -         | -         | -         | -         | 1         | -         | 828       | 10   | 7     | -     | -     | -     | -     | 1     | -     |       |       |
| Petrus Hauman          | Troisième ligne                 | 1420   | 20     | 2      | 1      | -      | -      | -      | 1      | -      | 160 | 2         | -         | -         | -         | -         | -         | -         | -         | 1580      | 22   | 2     | 1     | -     | -     | -     | 1     | -     |       |       |
| Saïd Hireche           | Troisième ligne                 | 1468   | 17     | 5      | 1      | -      | -      | -      | 1      | -      | 400 | 5         | -         | 1         | -         | -         | -         | -         | -         | 1868      | 22   | 5     | 2     | -     | -     | -     | 1     | -     |       |       |
| Sisa Koyamaibole       | Troisième ligne                 | 973    | 12     | 3      | 4      | -      | -      | -      | 1      | -      | 135 | 2         | -         | 1         | -         | -         | -         | -         | -         | 1108      | 14   | 3     | 5     | -     | -     | -     | 1     | -     |       |       |
| Poutasi Luafutu        | Troisième ligne                 | 574    | 8      | 3      | -      | -      | -      | -      | -      | -      | 306 | 4         | -         | 1         | -         | -         | -         | -         | -         | 880       | 12   | 3     | 1     | -     | -     | -     | -     | -     |       |       |
| Peniami Narisia        | Troisième ligne                 | 31     | -      | 1      | -      | -      | -      | -      | -      | -      | 106 | 1         | 2         | -         | -         | -         | -         | -         | -         | 137       | 1    | 3     | -     | -     | -     | -     | -     | -     |       |       |
| Fabien Sanconnie       | Troisième ligne                 | 967    | 13     | 6      | 1      | -      | -      | -      | 1      | -      | 320 | 4         | -         | 2         | -         | -         | -         | -         | -         | 1287      | 17   | 6     | 3     | -     | -     | -     | 1     | -     |       |       |
| Giorgi Tsutskiridze    | Troisième ligne                 | 0      | -      | -      | -      | -      | -      | -      | -      | -      | -   | -         | -         | -         | -         | -         | -         | -         | -         | 0         | -    | -     | -     | -     | -     | -     | -     | -     |       |       |
| Dominiko Waqaniburotu  | Troisième ligne                 | 883    | 11     | 6      | -      | -      | -      | -      | 3      | -      | 115 | 1         | 2         | -         | -         | -         | -         | -         | -         | 998       | 12   | 8     | -     | -     | -     | -     | 3     | -     |       |       |
| William Whetton        | Troisième ligne                 | 149    | 1      | 3      | 1      | -      | -      | -      | 1      | -      | 190 | 3         | 1         | -         | -         | -         | -         | -         | -         | 339       | 4    | 4     | 1     | -     | -     | -     | 1     | -     |       |       |
| Nicolas Bézy           | Demi de mêlée, Demi d'ouverture | 964    | 12     | 3      | 1      | 1      | 2      | 1      | -      | -      | 102 | 1         | 1         | 1         | 2         | 1         | -         | -         | -         | 1066      | 13   | 4     | 2     | 3     | 3     | 1     | -     | -     |       |       |
| David Delarue          | Demi de mêlée                   | 0      | -      | -      | -      | -      | -      | -      | -      | -      | 52  | -         | 2         | -         | -         | -         | -         | -         | -         | 52        | -    | 2     | -     | -     | -     | -     | -     | -     |       |       |
| Teddy Iribaren         | Demi de mêlée                   | 1278   | 18     | 3      | -      | -      | -      | -      | 3      | -      | 60  | 1         | -         | -         | -         | -         | -         | -         | -         | 1338      | 19   | 3     | -     | -     | -     | -     | 3     | -     |       |       |
| Vasil Lobzhanidze      | Demi de mêlée                   | 129    | 1      | 5      | -      | -      | -      | -      | -      | -      | 384 | 6         | 1         | -         | -         | -         | -         | -         | -         | 513       | 7    | 6     | -     | -     | -     | -     | -     | -     |       |       |
| Jean-Baptiste Péjoine  | Demi de mêlée                   | 642    | 7      | 16     | -      | -      | -      | -      | -      | -      | 74  | -         | 5         | -         | -         | -         | -         | -         | -         | 716       | 7    | 21    | -     | -     | -     | -     | -     | -     |       |       |
| Thomas Laranjeira      | Demi d'ouverture                | 753    | 7      | 12     | 1      | 3      | 9      | 1      | 1      | -      | 239 | 3         | 1         | 1         | 6         | 4         | -         | -         | -         | 992       | 10   | 13    | 2     | 9     | 13    | 1     | 1     | -     |       |       |
| Matthieu Ugalde        | Demi d'ouverture                | 871    | 11     | 1      | 1      | -      | -      | -      | -      | -      | 209 | 3         | -         | -         | -         | -         | -         | -         | -         | 1080      | 14   | 1     | 1     | -     | -     | -     | -     | -     |       |       |
| Seremaia Burotu        | 3/4 centre                      | 1118   | 14     | 3      | 2      | -      | -      | -      | -      | -      | 254 | 4         | -         | -         | -         | -         | -         | -         | -         | 1372      | 18   | 3     | 2     | -     | -     | -     | -     | -     |       |       |
| Romain Cabannes        | Centre                          | 293    | 5      | 2      | -      | -      | -      | -      | -      | -      | 126 | 2         | -         | -         | -         | -         | -         | 1         | -         | 419       | 7    | 2     | -     | -     | -     | -     | 1     | -     |       |       |
| Arnaud Mignardi        | Centre                          | 1513   | 18     | 4      | 2      | -      | -      | -      | 1      | -      | 306 | 4         | -         | -         | -         | -         | -         | -         | -         | 1819      | 22   | 4     | 2     | -     | -     | -     | 1     | -     |       |       |
| Benjamin Petre         | Centre                          | 157    | 3      | -      | 1      | -      | -      | -      | -      | -      | -   | -         | -         | -         | -         | -         | -         | -         | -         | 157       | 3    | -     | 1     | -     | -     | -     | -     | -     |       |       |
| Chris Tuatara-Morrison | Centre                          | 224    | 3      | -      | -      | -      | -      | -      | 1      | -      | 216 | 2         | 3         | -         | -         | -         | -         | -         | -         | 440       | 5    | 3     | -     | -     | -     | -     | 1     | -     |       |       |
| Malakai Bakaniceva     | 3/4 aile                        | 20     | -      | 2      | -      | -      | -      | -      | -      | -      | 10  | 1         | -         | -         | -         | -         | -         | -         | -         | 30        | 1    | 2     | -     | -     | -     | -     | -     | -     |       |       |
| Sevanaia Galala        | Ailier                          | 1188   | 16     | 6      | 3      | -      | -      | -      | -      | -      | 231 | 2         | 3         | -         | -         | -         | -         | -         | -         | 1419      | 18   | 9     | 3     | -     | -     | -     | -     | -     |       |       |
| Alfie Mafi             | Ailier                          | 0      | -      | -      | -      | -      | -      | -      | -      | -      | -   | -         | -         | -         | -         | -         | -         | -         | -         | 0         | -    | -     | -     | -     | -     | -     | -     | -     |       |       |
| Benito Masilevu        | Ailier                          | 1122   | 13     | 6      | -      | -      | -      | -      | -      | -      | 233 | 3         | 2         | 2         | -         | -         | -         | -         | -         | 1355      | 16   | 8     | 2     | -     | -     | -     | -     | -     |       |       |
| Guillaume Namy         | Ailier                          | 499    | 7      | -      | 1      | -      | -      | -      | -      | -      | 310 | 4         | -         | 1         | -         | -         | -         | -         | -         | 809       | 11   | -     | 2     | -     | -     | -     | -     | -     |       |       |
| Takudzwa Ngwenya       | Ailier                          | 826    | 10     | 3      | 2      | -      | -      | -      | -      | -      | 527 | 6         | 1         | 4         | -         | -         | -         | -         | -         | 1353      | 16   | 4     | 6     | -     | -     | -     | -     | -     |       |       |
| Gaëtan Germain         | Arrière                         | 1786   | 23     | 1      | 1      | 29     | 87     | -      | 1      | -      | 248 | 3         | 1         | -         | 10        | 9         | -         | -         | -         | 2034      | 26   | 2     | 1     | 39    | 96    | -     | 1     | -     |       |       |
| Benjamin Lapeyre       | Arrière                         | 1113   | 14     | 4      | 7      | 3      | -      | -      | 1      | -      | 329 | 4         | 1         | -         | 1         | -         | -         | -         | -         | 1442      | 18   | 5     | 7     | 4     | -     | -     | 1     | -     |       |       |

#### Statistiques par réalisateur
Classement des meilleurs réalisateurs en Top 14
| Rang | Joueur            | Poste                           | Points | Essais | Transf. | Pén. | Drops |
| ---- | ----------------- | ------------------------------- | ------ | ------ | ------- | ---- | ----- |
| 1    | Gaëtan Germain    | Arrière                         | 324    | 1      | 29      | 87   | -     |
| 2    | Thomas Laranjeira | Demi d'ouverture                | 41     | 1      | 3       | 9    | 1     |
| -    | Benjamin Lapeyre  | Arrière, ailier                 | 41     | 7      | 3       | -    | -     |
| 4    | Sisa Koyamaibole  | Troisième ligne                 | 20     | 4      | -       | -    | -     |
| -    | Guillaume Ribes   | Talonneur                       | 20     | 4      | -       | -    | -     |
| 6    | Nicolas Bézy      | Demi de mêlée, demi d'ouverture | 16     | 1      | 1       | 2    | 1     |

Classement des meilleurs réalisateurs en Amlin Challenge Cup
| Rang | Joueur            | Poste                           | Points | Essais | Transf. | Pén. | Drops |
| ---- | ----------------- | ------------------------------- | ------ | ------ | ------- | ---- | ----- |
| 1    | Gaëtan Germain    | Arrière                         | 47     | -      | 10      | 9    | -     |
| 2    | Thomas Laranjeira | Demi d'ouverture                | 29     | 1      | 6       | 4    | -     |
| 3    | Takudzwa Ngwenya  | Ailier                          | 20     | 4      | -       | -    | -     |
| 4    | Nicolas Bézy      | Demi de mêlée, demi d'ouverture | 12     | 1      | 2       | 1    | -     |
| 5    | Benito Masilevu   | Ailier                          | 10     | 2      | -       | -    | -     |
| -    | Guillaume Ribes   | Talonneur                       | 10     | 2      | -       | -    | -     |
| -    | Soso Bekoshvili   | Pilier                          | 10     | 2      | -       | -    | -     |
| -    | Fabien Sanconnie  | Troisième ligne                 | 10     | 2      | -       | -    | -     |

#### Statistiques par marqueur
| Rang  | Joueur            | Poste                           | Top 14    | Amlin Cup | TOTAL     |
| ----- | ----------------- | ------------------------------- | --------- | --------- | --------- |
| 1     | Benjamin Lapeyre  | Arrière, ailier                 | 7         | -         | 7 essais  |
| 2     | Takudzwa Ngwenya  | Ailier                          | 2         | 4         | 6 essais  |
| 2     | Guillaume Ribes   | Talonneur                       | 4         | 2         | 6 essais  |
| 4     | Sisa Koyamaibole  | Troisième ligne                 | 4         | 1         | 5 essais  |
| 5     | Sevanaia Galala   | Ailier, centre                  | 3         | -         | 3 essais  |
| 5     | Patrick Toetu     | Pilier                          | 2         | 1         | 3 essais  |
| 5     | Fabien Sanconnie  | Troisième ligne                 | 1         | 2         | 3 essais  |
| 8     | Arnaud Mignardi   | Centre                          | 2         | -         | 2 essais  |
| 8     | Karlen Asieshvili | Pilier                          | 2         | -         | 2 essais  |
| 8     | Saïd Hireche      | Troisième ligne                 | 1         | 1         | 2 essais  |
| 8     | Guillaume Namy    | Ailier                          | 1         | 1         | 2 essais  |
| 8     | Nicolas Bézy      | Demi de mêlée, demi d'ouverture | 1         | 1         | 2 essais  |
| 8     | Seremaia Burotu   | Centre                          | 1         | 1         | 2 essais  |
| 8     | Thomas Laranjeira | Demi d'ouverture                | 1         | 1         | 2 essais  |
| 8     | Benito Masilevu   | Ailier                          | -         | 2         | 2 essais  |
| 8     | Soso Bekoshvili   | Pilier                          | -         | 2         | 2 essais  |
| 17    | Gaëtan Germain    | Arrière                         | 1         | -         | 1 essai   |
| 17    | William Whetton   | Troisième ligne                 | 1         | -         | 1 essai   |
| 17    | Lucas Pointud     | Pilier                          | 1         | -         | 1 essai   |
| 17    | Petrus Hauman     | Troisième ligne                 | 1         | -         | 1 essai   |
| 17    | Benjamin Petre    | Centre                          | 1         | -         | 1 essai   |
| 17    | Matthieu Ugalde   | Demi d'ouverture                | 1         | -         | 1 essai   |
| 17    | Thomas Acquier    | Talonneur                       | -         | 1         | 1 essai   |
| 17    | Johan Snyman      | Deuxième ligne                  | -         | 1         | 1 essai   |
| 17    | Julien Le Devedec | Deuxième ligne                  | -         | 1         | 1 essai   |
| 17    | Poutasi Luafutu   | Troisième ligne                 | -         | 1         | 1 essai   |
| 17    | Damien Lavergne   | Pilier                          | -         | 1         | 1 essai   |
| #     | essai de pénalité | -                               | 2         | -         | -         |
| Total | -                 | 27 marqueurs                    | 41 essais | 23 essais | 64 essais |

### Joueurs en sélections internationales
| Joueur                | Poste           | Pays    | Compétition                                     | Sélections (points) |
| --------------------- | --------------- | ------- | ----------------------------------------------- | ------------------- |
| Benito Masilevu       | Ailier          | Fidji   | Tests Match, Pacific Nations Cup                | 5 (0)               |
| Dominiko Waqaniburotu | Troisième ligne | Fidji   | Tests Match, Pacific Nations Cup                | 7 (0)               |
| Julien Le Devedec     | Deuxième ligne  | France  | Tests Match, Tournoi des Six Nations 2017       | 9 (0)               |
| Fabien Sanconnie      | Troisième ligne | France  | Tournoi des Six Nations 2017                    | 2 (0)               |
| Karlen Asieshvili     | Pilier          | Géorgie | Tests Match                                     | 3 (0)               |
| Soso Bekoshvili       | Pilier          | Géorgie | Championnat international d'Europe, Tests Match | 8 (0)               |
| Vasil Lobzhanidze     | Demi de mêlée   | Géorgie | Tests Match, Championnat international d'Europe | 9 (25)              |
| Giorgi Tsutskiridze   | Troisième ligne | Géorgie | Championnat international d'Europe              | 5 (0)               |

### Affluences
En 2016-2017, le bilan des affluences lors des rencontres à domicile du CA Brive est en légère baisse par rapport aux saisons précédentes. Cette baisse peut s'expliquer en partie par le petit nombre d'essais inscrits dans la saison régulière de Top 14 (41 seulement, la plus mauvaise attaque).
Affluence du CA Brive à domicile.

## Feuilles de matchs
1. ↑  « Feuille de match Lyon OU - CA Brive », sur lnr.fr (consulté le 21 août 2016).
2. ↑  « Feuille de match CA Brive - Stade français », sur lnr.fr (consulté le 28 août 2016).
3. ↑  « Feuille de match RC Toulon - CA Brive », sur lnr.fr (consulté le 4 septembre 2016).
4. ↑  « Feuille de match FC Grenoble - CA Brive », sur lnr.fr (consulté le 11 septembre 2016).
5. ↑  « Feuille de match CA Brive - Stade rochelais », sur lnr.fr (consulté le 17 septembre 2016).
6. ↑  « Feuille de match Montpellier HR - CA Brive », sur lnr.fr (consulté le 25 septembre 2016).
7. ↑  « Feuille de match CA Brive - Racing 92 », sur lnr.fr (consulté le 2 octobre 2016).
8. ↑  « Feuille de match Union Bordeaux Bègles - CA Brive », sur lnr.fr (consulté le 8 octobre 2016).
9. ↑  « Feuille de match Newport - CA Brive », sur epcrugby.fr (consulté le 15 octobre 2016).
10. ↑  « Feuille de match Worcester Warriors - CA Brive », sur epcrugby.fr (consulté le 23 octobre 2016).
11. ↑  « Feuille de match CA Brive - ASM Clermont Auvergne », sur lnr.fr (consulté le 30 octobre 2016).
12. ↑  « Feuille de match CA Brive - Aviron bayonnais », sur lnr.fr (consulté le 5 novembre 2016).
13. ↑  « Feuille de match Castres olympique - CA Brive », sur lnr.fr (consulté le 13 novembre 2016).
14. ↑  « Feuille de match CA Brive - Section paloise », sur lnr.fr (consulté le 19 novembre 2016).
15. ↑  « Feuille de match Stade toulousain - CA Brive », sur lnr.fr (consulté le 4 décembre 2016).
16. ↑  « Feuille de match Enisey-STM - CA Brive », sur epcrugby.fr (consulté le 10 décembre 2016).
17. ↑  « Feuille de match CA Brive - Enisey-STM », sur epcrugby.fr (consulté le 10 décembre 2016).
18. ↑  « Feuille de match CA Brive - Lyon OU », sur lnr.fr (consulté le 23 décembre 2016).
19. ↑  « Feuille de match Stade français - CA Brive », sur lnr.fr (consulté le 31 décembre 2016).
20. ↑  « Feuille de match CA Brive - FC Grenoble », sur lnr.fr (consulté le 7 janvier 2017).
21. ↑  « Feuille de match CA Brive - Worcester Warriors », sur epcrugby.fr (consulté le 15 janvier 2017).
22. ↑  « Feuille de match CA Brive - Newport », sur epcrugby.fr (consulté le 21 janvier 2017).
23. ↑  « Feuille de match Aviron bayonnais - CA Brive », sur lnr.fr (consulté le 30 janvier 2017).
24. ↑  « Feuille de match Racing 92 - CA Brive », sur lnr.fr (consulté le 19 février 2017).
25. ↑  « Feuille de match CA Brive - RC Toulon », sur lnr.fr (consulté le 5 mars 2017).
26. ↑  « Feuille de match CA Brive - Stade toulousain », sur lnr.fr (consulté le 11 mars 2017).
27. ↑  « Feuille de match Stade rochelais - CA Brive », sur lnr.fr (consulté le 22 mars 2017).
28. ↑  « Feuille de match CA Brive - Montpellier HR », sur lnr.fr (consulté le 27 mars 2017).
29. ↑  « Feuille de match Bath - CA Brive », sur http:// www.epcrugby.fr (consulté le 1er avril 2017).
30. ↑  « Feuille de match ASM Clermont - CA Brive », sur lnr.fr (consulté le 8 avril 2017).
31. ↑  « Feuille de match CA Brive - Union Bordeaux Bègles »(Archive.org • Wikiwix • Archive.is • Google • Que faire ?), sur lnr.fr (consulté le 15 avril 2017).
32. ↑  « Feuille de match Section paloise - CA Brive », sur lnr.fr (consulté le 1er mai 2017).
33. ↑  « Feuille de match CA Brive - Castres olympique », sur lnr.fr (consulté le 7 mai 2017).